# Nguyễn Trọng Huy
Nguyễn Trọng Huy (sinh ngày 25 tháng 6 năm 1997) là một cầu thủ bóng đá người Việt Nam hiện đang thi đấu ở vị trí tiền vệ trung tâm cho câu lạc bộ V.League 2 Đồng Tháp.

## Danh hiệu

### Quốc tế
U-19 Việt Nam
- Giải vô địch bóng đá U-19 châu Á

 Hạng ba:: 2016
- Giải vô địch bóng đá U19 Đông Nam Á

 Hạng ba:: 2016
U-21 Việt Nam
- Giải bóng đá U-21 Quốc tế báo Thanh niên

 Á quân:: 2017